# روبيرت بوزينيك
روبيرت بوزينيك (مواليد 18 نوفمبر 1999) هو لاعب كرة قدم سلوفاكي يلعب كمهاجم في نادي فاينورد.

## روابط خارجية
- روبيرت بوزينيك على موقع الاتحاد الدولي (مؤرشف)  (الإنجليزية)
- روبيرت بوزينيك على موقع الاتحاد الأوربي (الإنجليزية)
- روبيرت بوزينيك على موقع قاعدة بيانات كرة القدم.إي يو (الإنجليزية)
- روبيرت بوزينيك على موقع ناشيونال فوتبول تيمز (الإنجليزية)
- روبيرت بوزينيك على موقع Soccerway.com (الإنجليزية)
- روبيرت بوزينيك على موقع عالم كرة القدم.نت (الإنجليزية)